# Fear of a Blank Planet
Fear of a Blank Planet deveti je studijski album britanskog rock-sastava Porcupine Tree. Diskografska kuća Roadrunner Records objavila ga je 16. travnja 2007. u Europi, Atlantic Records objavio ga je 24. travnja 2007. u Sjedinjenim Državama, WHD ga je objavio dan poslije u Japanu, a WEA ga je objavio 1. svibnja 2007. u Kanadi. Steven Wilson izjavio je da je naslov uratka nadahnut albumom Fear of a Black Planet grupe Public Enemy iz 1990.; pjesme na tom izdanju govorile su o rasizmu, a skladbe na Fear of a Blank Planetu govore o bojazni da će mladež progutati česti problemi koji utječu na njezino psihičko zdravlje i društvene odnose poput razorenih obitelji, previše vremena provedena pred zaslonom i pretjerane uporabe narkotika koja vodi u psihičku i duhovnu „bezizražajnost”.
Članovi sastava pisali su pjesme za album od siječnja do srpnja 2006. u Tel Avivu i Londonu. Uradak su podržali i premijernim izvedbama novih pjesama od rujna do studenoga 2006., tijekom promidžbene turneje za koncertni DVD Arriving Somewhere..., i javnim slušanjem pjesama u njujorškom Legacy Studiosu i londonskom Abbey Road Studiosu u siječnju 2007.
„Nil Recurring” i „Cheating the Polygraph”, dvije pjesme napisane tijekom rada na Fear of a Blank Planetu, objavljene su iste godine na EP-u Nil Recurring.
Uradak se pojavio na glazbenim ljestvicama u gotovo svim europskim državama, a na američkoj ljestvici Billboard 200 dosegao je 59. mjesto. Dobio je velike pohvale kritičara, a časopis Classic Rock proglasio ga je albumom godine.

## Pisanje i snimanje pjesama
Wilson je počeo pisati pjesme za album početkom 2006. u Tel Avivu, dok je snimao pjesme za drugi Blackfieldov album. Među prvim pjesmama koje je tada napisao jest „Always Recurring”, čije je dijelove poslije iskoristio u pjesmi „What Happens Now?”. Dok je Wilson bio u Tel Avivu, Richard Barbieri skladao je većinu glazbenih dionica pjesme „My Ashes”. Pjesmu „Cheating the Polygraph” Wilson je napisao s Gavinom Harrisonom, a pjesme „Way Out of Here”, „What Happens Now?” i „Nil Recurring” napisali su svi članovi sastava. Nakon što je u lipnju dovršio Blackfieldov album, Wilson se vratio u London kako bi se sastao s ostalim članovima i s njima doradio pjesme koje je napisao. Na pjesmama su radili od srpnja do kolovoza, a na uradak su odlučili uvrstiti njih šest.
Arriving Somewhere..., prvi DVD Porcupine Treeja, objavljen je u kolovozu te godine. Grupa je u rujnu otišla na kraću turneju kako bi ga podržala, a na njoj je svirala i pjesme s nadolazećeg albuma. Tijekom turneje, koja je trajala do studenoga, članovi sastava počeli su snimati pjesme za album i naposljetku su odbacili skladbu „Cheating the Polygraph” jer je nisu smatrali toliko kvalitetnom kao ostale pjesme; zamijenili su je novonapisanom pjesmom „Way Out of Here”. To je jedina pjesma na uratku koju su napisali svi članovi grupe. Robert Fripp, gitarist King Crimsona, pridonio je toj pjesmi zvučnom pozadinom i svirao je glavnu gitaru na pjesmi „Nil Recurring”, instrumentalnoj skladbi koja se poslije pojavila na istoimenom EP-u (na kojem se nalazi i „Cheating the Polygraph”).
Za vrijeme snimanja Wilson je u časopisu Classic Rock pročitao intervju u kojem je Rushev gitarist Alex Lifeson izjavio da je velik obožavatelj Porcupine Treeja. Wilson mu se ubrzo javio i pitao ga želi li svirati na albumu. Lifeson je rado pristao na ponudu, pa je Wilson napisao dio pjesme „Anesthetize” preko koje je Lifeson trebao odsvirati solističku dionicu. Lifeson je tu dionicu snimio u svojem studiju i poslao je Wilsonu.
Snimanje je dovršeno u prosincu. U siječnju 2007. objavljeno je da će naslov albuma biti Fear of a Blank Planet.

## Koncept
Na koncept albuma uvelike je utjecao roman Lunarni park Breta Eastona Ellisa. Pripovjedač romana jest otac, koji se zove kao i sam autor, a pjesme na albumu napisane su s gledišta njegova sina, jedanaestogodišnjaka Robbyja. Brojni stihovi pjesama na Fear of a Blank Planetu preuzeti su iz romana; primjerice, „My Ashes” odnosi se na posljednje poglavlje, u kojem se pepeo Bretova oca rasipa i zaspe sjećanja na njegov život.
Tekstovi pjesama govore o dvama tipičnim neurobihevioralnim razvojnim poremećajima s kojima se nose tinejdžeri u 21. stoljeću: bipolarnom poremećaju i poremećajem hiperaktivnosti i deficita pažnje. Također se odnose na druge uobičajene oblike ponašanja među mladima, npr. eskapizam s pomoću propisanih lijekova, otuđenost zbog tehnologije i osjećaj praznine zbog preplavljenosti informacijama koje nude masovni mediji. U intervjuu s časopisom 
Revolver Wilson je izjavio da je protagonist priče „klinac kojemu je nasmrt dosadno, star je između 10 i 15 godina, sve dane provodi u svojoj sobi s navučenim zavjesama, igra se na PlayStationu, sluša [pjesme] na iPodu, mobitelom šalje poruke svojim prijateljima, na internetu gleda žestoku pornografiju, skida glazbu, filmove, vijesti, nasilje...”.
Pjesme na uratku nisu povezane samo stihovima nego i glazbom; svaka se pjesma nastavlja na prethodnu i zajedno tvore pedesetominutnu skladbu. Wilson je izjavio da je želio snimiti album koji se može odslušati odjednom i koji može zadržati slušateljevu pozornost. Komentirao je i da je Fear of a Blank Planet snimljen u počast albumima iz sedamdesetih godina 20. stoljeća, čije su pjesme slušatelji mogli pozorno slušati jer ti uradci nisu bili predugi:

## Objava i promidžba
Nekoliko dana nakon snimanja i miksanja albuma Wilson je na dvama javnim slušanjima (u njujorškom Legacy Studiosu i londonskom Abbey Road Studiosu) predstavio inačicu uratka miksanu za uređaje koji stvaraju prostorni zvuk, a ondje je i potvrdio konačan popis pjesama. Dana 14. travnja, prije objave albuma, održano je i treće javno slušanje uratka u Club Phoenixu u Brisbaneu, a organizirali su ga OzProg.com i Roadrunner Records. Dana 21. veljače 2007. na profilu skupine na Myspaceu i posebnim internetskim stranicama objavljena je mješavina kraćih dijelova pjesama na albumu. Dana 6. ožujka naslovna pjesma pojavila se na iTunes Storeu kao dodatna pjesma uz Blackfield II, drugi album Wilsonova sporednog projekta Blackfield. U određenim je dijelovima Europe CD objavljen četiri dana prije predviđena datuma i pjesme su ubrzo procurile na internet.
Dana 4. lipnja NPR je proglasio pjesmu „Sentimental” „pjesmom dana”.
Dana 6. kolovoza Porcupine Tree najavio je da će 17. rujna objaviti EP Nil Recurring, koji sadrži četiri pjesme napisane tijekom rada na Fear of a Blank Planetu.
Pjesma „My Ashes” pojavila se u 81. epizodi američke televizijske serije Na rubu zakona naslovljenoj „Animal Control”, koja je premijerno prikazana 7. listopada 2008.
Dana 18. travnja 2007., dva dana nakon objave albuma u Europi, skupina je otišla na turneju koja je trajala do kraja godine uz kraću pauzu od kolovoza do rujna. Na prvim koncertima skupina je svirala sve pjesme s albuma ili redom ili između ostalih pjesama. Na naknadnim koncertima (nakon objave Nil Recurringa) to više nije činila. Lasse Hoile surađivao je sa sastavom u izradi videozapisa koji su se reproducirali u pozadini dok je skupina svirala pjesme s albuma.
Turneja je počela u Glasgowu, a tijekom nje skupina je nastupila na međunarodnim glazbenim festivalima kao što su Hurricane Festival i Southside Festival u Njemačkoj, Download Festival u Donington Parku, Voodoo Music Experience u New Orleansu i Ilosaarirock Festival u Finskoj (to je ujedno i prvi nastup sastava u toj državi); taj nastup naposljetku je snimljen i objavljen kao album u ožujku 2009. pod naslovom Ilosaarirock, koji je sastav podijelio članovima kluba Residents of a Blank Planet. Skupinu su u Europi podržali izvođači kao što su Pure Reason Revolution, Amplifier i Absynthe Minded, a predgrupa u SAD-u bila joj je 3. Drugi dio turneje počeo je u listopadu u Sjevernoj Americi. Tog su mjeseca skupinu podržali Head>>Fake (samo u New Yorku) i 3 (u ostatku SAD-a i u Kanadi); u to je doba grupa prvi put nastupila u Meksiku, u Teatro Metropolitanu u Ciudad de Méxicu. Anathema, sastav alternativnog rocka podržavao ju je u Europi od studenoga do prosinca (osim u Finskoj, gdje joj je predgrupa bila Hidria Spacefolk). Godine 2007. Porcupine Tree održao je ukupno 92 koncerta.
Turneja se nastavila u travnju 2008., a na njoj je skupina prvi put nastupila u Australiji, gdje je od 25. do 27. travnja održala tri koncerta – u Melbourneu, Sydneyu i Brisbaneu. Dana 30. svibnja održala je koncert na nizozemskom Pinkpop Festivalu, 6. lipnja nastupila je na Rocksound Festivalu u Švicarskoj, 13. lipnja pojavila se na austrijskom Nova Rock Festivalu, osam dana poslije nastupila je na Hellfest Summer Open Airu u Francuskoj te je 4. srpnja održala koncert na Ruisrocku u Finskoj. Sastav je ubrzo prvi put nastupio i u Rusiji, gdje je 6. srpnja održao koncert u moskovskom B1 Clubu. U listopadu je počela kraća europska turneja, a na njoj su snimljeni nastupi koji su poslije objavljeni na drugom službenom DVD-u sastava. Riječ je o koncertima koji su se održali 15. i 16. listopada u Tilburgu u Nizozemskoj u koncertnom prostoru 013. To je posljednja turneja na kojoj je skupina podržavala Fear of a Blank Planet i na njoj je prvi put nastupila kao glavni izvođač u Portugalu. Sastav Oceansize bio joj je predgrupa na koncertima u Ujedinjenom Kraljevstvu.

## Popis pjesama
Tekstovi: Steven Wilson. 
| 1.    | »Fear of a Blank Planet« | Wilson                   | 7:28  |
| 2.    | »My Ashes«               | Wilson, Richard Barbieri | 5:07  |
| 3.    | »Anesthetize«            | Wilson                   | 17:42 |
| 4.    | »Sentimental«            | Wilson                   | 5:26  |
| 5.    | »Way Out of Here«        | Porcupine Tree           | 7:37  |
| 6.    | »Sleep Together«         | Wilson                   | 7:28  |
| 50:48 |                          |                          |       |

## Recenzije
| Zbirne ocjene    | Zbirne ocjene |
| Izvor            | Ocjena        |
| ---------------- | ------------- |
| Metacritic       | 82/100        |
| Recenzije        |               |
| Izvor            | Ocjena        |
| AllMusic         | [ 27 ]        |
| Classic Rock     | 9/10          |
| Drowned in Sound | 9/10          |
| PopMatters       | 8/10          |

Fear of a Blank Planet dobio je uglavnom pozitivne kritike. Na Metacriticu, koji glazbenim uradcima daje ocjenu od 0 do 100 na temelju prosječne ocjene recenzenata raznih publikacija, dobio je ukupno 82 boda na temelju 9 recenzija, što označava „opće priznanje”. Časopis Q izjavio je da je riječ o „dramatičnu, prostranu, vješto oblikovanu i zaista uzbudljivu rock-albumu koji zaslužuje publiku koja opsegom nadmašuje uobičajenu klijentelu nu-proga”. Cammila Collar dala mu je četiri i pol zvjezdice od njih pet u recenziji za AllMusic; izjavila je da na uratku „nema 'singla za radio'”, ali da „većinu pjesama ne sputava njihova složena struktura” i da „su jednako provokativne kao i uobičajene rock-pjesme”. Pišući za Rolling Stone, David Fricke komentirao je da je Porcupine Tree izrastao u „agresivan moderni spoj Rusheva stadionskog art rocka i prog-klasicizma [sastava] U.K., a naročito se vide i hvalospjevi ludilu Pink Floyda, veličanstvena oštrina King Crimsona te Toolova post-grunge-ratobornost”. U osvrtu za Chicago Tribune Greg Kot izjavio je da se „atmosfera u pjesmama zmijoliko, ali božanstveno mijenja”. Sound and Vision pohvalio je album, izjavio je da je „Porcupine Tree na vrhuncu moći” i postavio ga je na treće mjesto popisa najboljih CD-ova 2007.
Kirk Miller, pišući za časopis Decibel, izjavio je da je „Porcupine Tree dokazao da se može ubrojiti među najbolje skupine”. U osvrtu za novine The Phoenix Brett Milano komentirao je da „Fear of a Blank Planet nije samo najstaromodniji album [skupine] nego i njezin najbolji”, Jim DeRogatis u recenziji za Chicago Sun-Times zaključio je da je uradak „svakako jednako kvalitetan kao prethodnih osam uradaka skupine, ali je stigao i u najbolje doba”, a recenzent časopisa Revolver komentirao je da su se „engleski prinčevi proga vratili u najoštroumnijem i konceptualno najrelevantnijem izdanju”. PopMatters uvrstio ga je na 5. mjesto popisa „Najbolji metal-albumi 2007.”. Časopis Reason proglasio ga je jednim od najboljih albuma 2007. premda je izjavio da su „stihovi smiješni” i zaključio: „[K]ad bi vam baka osmislila tematiku za album prog rocka, bila bi otprilike ovakva.” Dan LeRoy, pišući za Alternative Press, ustvrdio je da je „P-Tree i dalje žestok”, ali da je  „i čeznutljivo, izvaljeno melodičan, katkad u istoj pjesmi”. Zaključio je: „[P]remda bi se Wilsonova poruka o današnjim klincima kao robotima izloženima prevelikoj količini lijekova i stimulansa mogla smatrati očitim dodvoravanjem publici starijoj od trideset, i dalje vrijedi ugasiti Xbox i poslušati [album].”
Prodaja albuma bila je uspješna. Taj je uradak naposljetku dosegao 59. mjesto ljestvice Billboard 200, što je u to vrijeme bio najviši položaj koji je sastav zauzeo na tom popisu. Također se pojavio na 21. mjestu ljestvice European Top 100 Albums, a u Ujedinjenom Kraljevstvu, Njemačkoj, Nizozemskoj, Italiji, Finskoj, Norveškoj, Švedskoj i Poljskoj ušao je u prvih četrdeset mjesta na službenim ljestvicama albuma. Na dan objave objavljena je i posebna inačica albuma u tiraži od 10 000 primjeraka. Diljem svijeta prodano je 250 000 primjeraka albuma.

### Priznanja
Na dodjeli nagrada časopisa Classic Rock Fear of a Blank Planet osvojio je nagradu „Album godine”. Sastav je tako drugi put osvojio tu nagradu; prvi ju je put osvojio 2005. za album Deadwing. Na sajtu Metal Storm proglašen je najboljim albumom iz 2007. Dana 12. prosinca 2007. grupa je za album bila nominirana za nagradu Grammy u kategoriji „Najbolji album prostornoga zvuka”.
Gavin Harrison proglašen je „najboljim bubnjarem progresivne glazbe” u anketi časopisa Modern Drummer 2007. i 2008. godine; potonje se godine pojavio na drugom mjestu popisa „Najbolja snimljena izvedba” zbog svojeg rada na albumu Fear of a Blank Planet. Godine 2014. čitatelji časopisa Rhythm proglasili su ga petim najboljim albumom po bubnjarskim dionicama u povijesti progresivnoga rocka. DRUM! Magazine uvrstio je uradak na popis „20 najboljih albuma po bubnjarskim dionicama u proteklih 20 godina” iz 2012., a Harrisona je nazvao „današnjim odgovorom na gotovo bilo koje pitanje o sviranju bubnjeva”.
PopMatters proglasio je Fear of a Blank Planet najboljim albumom progresivnoga rocka iz prvog desetljeća 21. stoljeća. Loudwire postavio je uradak na 35. mjesto popisa „100 najboljih albuma hard rocka i heavy metala iz 21. stoljeća”. Godine 2015. Rolling Stone proglasio ga je 39. najboljim albumom progresivnoga rocka svih vremena, a britanski časopis Prog postavio ga je na 18. mjesto popisa „100 najboljih prog-albuma svih vremena”.

## Zasluge
| Porcupine Tree - Steven Wilson – vokal, gitara, glasovir, klavijatura, miksanje, mastering, produkcija gitare, aranžman gudaćih glazbala - Richard Barbieri – klavijatura, sintesajzer - Colin Edwin – bas-gitara - Gavin Harrison – bubnjevi Dodatni glazbenici - Alex Lifeson – gitarska solistička dionica (na pjesmi „Anesthetize”) - Robert Fripp – zvučna kulisa (na pjesmi „Way Out of Here”) - John Wesley – prateći vokal, produkcija gitare - Dave Stewart – aranžman gudaćih glazbala, orkestracija - London Session Orchestra – gudački orkestar | Ostalo osoblje - Mark Prator – tonska obrada - Steve Price – tonska obrada - Lasse Hoile – fotografija - Carl Glover – dizajn |

## Ljestvice
| Ljestvica                 | Najviša pozicija |
| ------------------------- | ---------------- |
| Australija                | 66.              |
| Finska                    | 16.              |
| Francuska                 | 70.              |
| Italija                   | 34.              |
| Nizozemska                | 13.              |
| Norveška                  | 34.              |
| Njemačka                  | 21.              |
| Poljska                   | 16.              |
| SAD (Billboard 200)       | 59.              |
| SAD (Top Internet Albums) | 3.               |
| SAD (Top Rock Albums)     | 17.              |
| Švedska                   | 38.              |
| Švicarska                 | 41.              |
| Ujedinjeno Kraljevstvo    | 31.              |